# 緣尾帚齒非鯽
緣尾帚齒非鯽，為輻鰭魚綱鱸形目隆頭魚亞目慈鯛科的其中一種，分布於非洲幾內亞比索至賴比瑞亞西部Corubal河流域，體長可達15.6公分，棲息在底層水域，生活習性不明。

## 擴展閱讀
維基物種上的相關：緣尾帚齒非鯽